# 尹皓
尹皓（9世纪—923年），后梁将领。

## 生平
开平元年（907年），晋国屡次骚扰后梁边境各州，后梁太祖想擒拿俘虏以挫其势，夹马指挥使尹皓首先出列应召，太祖于是嘉奖他并派他去山北捉生。十一月，尹皓攻克晋国江猪岭寨。
开平二年（908年）九月，邠宁军、岐国、前蜀大举进攻长安，晋国遣李嗣昭、周德威率兵三万攻晋州以响应。周德威在神山北大败尹皓。当月，梁军援军到后，晋军解围。十月，后梁太祖以解晋州围之功，以左天武军夹马指挥使尹皓为辉州刺史。以尹皓部下五百人为神捷军。太祖驾幸球场殿，宣尹皓、神捷指挥使韩瑭以下将士五百人，赐酒食。
神捷军参与了梁晋柏乡之战，梁军大败。副招讨使韩勍、诸军都虞候许从实、左右神捷、怀顺、神威、夹马等十指挥自尹皓以下诸将三十人免冠素服待罪于外，太祖责怪他们违诏失律，然后都令释放。
乾化四年（914年）七月，绛州刺史尹皓攻晋国隰州、慈州，被汾州刺史李存璋迎战所败；因慈州刺史李存贤督军拒战，尹皓百般攻城一月有余，不克而退。
贞明四年（918年）八月，以尹皓为感化军节度观察留后。五年（919年）三月己卯，以尹皓为感化节度使，加检校太保、同平章事。
贞明六年（920年）六月，后梁末帝以泰宁节度使刘鄩为河东道招讨使，率尹皓、静胜节度使温昭图、庄宅使段凝攻打被叛将河中节度使朱友谦所攻取的同州。刘鄩与朱友谦是儿女亲家，奉诏讨伐时，到陕州，先遣使写信告谕祸福，一个多月后，朱友谦没有听从，刘鄩才进兵。朱友谦求援于晋，晋将蕃汉总管李存审、昭义节度使李嗣昭、代州刺史王建及出兵相救，九月，刘鄩被晋军大败，退守华州罗文寨不出。晋军联合朱友谦急攻华州，城中危惧，都请求筑月城以自固。尹皓恃勇不听，下令：“有敢复言者斩。”从事王易简坚持请求，才答应。月城才建好，外城果然被敌军毁坏，军民依赖月城得以自保。天黑了，朱友谦无法攻城，退兵。晋军又故意放梁军逃生，刘鄩以为晋军松懈，趁夜与尹皓撤军，却被李存审追杀到渭河，又大败，所弃兵仗辎重不可胜计，刘鄩、尹皓单骑得免。
尹皓、段凝素来忌妒刘鄩，于是对末帝进谗言说：“刘鄩逗遛养寇，使得敌人等到援兵。”末帝信以为真。刘鄩败归后，次年五月因病请求解除兵权，末帝下诏令他在西京洛阳就医，密令留守张宗奭鸩杀之。
尹皓在感化节度使任上引荐景延广为列校。
尹皓约于龙德三年（923年）卒于任上，王易简回到田里。